# 弗里茨·阿尔贝特·李普曼
弗里茨·阿尔贝特·李普曼（Fritz Albert Lipmann，1899年6月12日—1986年7月24日），生於德国的猶太裔美國籍生物化学家，由于发现辅酶A及其作为中间体在代谢中的重要作用而获得1953年的诺贝尔生理学或医学奖。

## 生平
李普曼1899年出生於柯尼斯堡的一個猶太家庭，於柯尼斯堡、柏林、慕尼黑等地大學攻讀醫學，1924年畢業於柏林大學。1926年追隨奧托·邁爾霍夫於柏林及海德堡進行研究工作。
1939年移居美国，1949年到1957年期间，他担任哈佛医学院生物化学教授。1958年之后，他在纽约洛克菲勒大学大学任教并研究。1966年获得美国国家科学奖章。